# Martin-J. Légère
Martin-J. Légère, né le 17 novembre 1916 à Caraquet et mort le 27 mars 2013 dans cette même ville, est un homme d'affaires canadien. Il est considéré comme le père du mouvement coopératif acadien,.

## Biographie
Martin-J. Légère (1916-2013) est né le 17 novembre 1916 à Caraquet, au Nouveau-Brunswick.
Il commence ses études à une école primaire de Caraquet, avant de s'inscrire au Couvent Notre-Dame, dans la même ville, où il se classe parmi les meilleurs élèves du cours commercial. Il poursuit ses études à l'Université Saint-Francis-Xavier d'Antigonish. Quelques années après avoir obtenu son diplôme, il s'inscrit à la Faculté des sciences sociales de l'Université Laval de Québec.
De 1938 à 1940, il travaille comme propagandiste au service extérieur de l'Université Saint-Francis-Xavier. À la même époque, il organise avec Livain Chiasson les premières caisses populaires acadiennes du Nouveau-Brunswick.
De 1940 à 1946, il occupe le poste de vérificateur des caisses populaires et des coopératives acadiennes dans la province. Il est ensuite nommé gérant de l'organisme. Il a pris sa retraite en 1981.
Avec une carrière de 43 années au sein du mouvement coopératif, il a instauré les bases mêmes de l'organisation. Il a déployé des efforts énormes pour changer la mentalité des gens d'alors qui les maintenait dans une situation économique stagnante et néfaste. Il a permis aux Acadiens de croire en eux-mêmes et d'accéder à la prospérité par la création de la plus importante institution financière acadienne, l'un des fleurons de l'Acadie contemporaine. Si Mgr Chiasson est reconnu comme le père de la coopération, Martin-J. Légère en a été le bâtisseur.
Monsieur Légère a présidé le Conseil canadien de la coopération pendant 30 ans. Il a aussi été membre du comité central de l'Alliance coopérative internationale. Il a pris sa retraite du mouvement coopératif en 1981.
Homme totalement engagé, il s'est investi dans de nombreuses organisations paroissiales, régionales, provinciales et même nationales. Il faut signaler sa contribution particulière aux organisations de sa ville natale, Caraquet, tant dans le domaine des sports, qu'à la Chambre de commerce, à la Villa Beauséjour et à l'Hôpital de L'Enfant-Jésus. M. Légère a aussi contribué au Mouvement Richelieu, dont il a été nommé « Personnalité de l'année » par le Richelieu International en 1990, ainsi qu'au journal L'Évangéline. Il a également présidé le Conseil de la vie française en Amérique de 1988 à 1992, et a été chancelier de la Compagnie des Cent-Associés francophones de 1987 à 1992.
Évidemment, un tel parcours n'a pu qu'être reconnu par ses pairs. Martin-J. Légère a reçu plusieurs distinctions, dont la médaille Léger-Comeau (la plus haute distinction offerte par la Société nationale de l'Acadie - représentante du peuple acadien), le Prix Albert-M.-Sormany de la Société de l'Acadie du Nouveau-Brunswick, un doctorat honorifique en sciences sociales de l'Université du Sacré-Cœur de Bathurst, un doctorat honorifique en sciences de l'administration de l'Université de Moncton et un doctorat honorifique en droit de l'Université St. Francis Xavier d'Antigonish.
Le 4 septembre 1999, il est nommé, ainsi que le père Anselme Chiasson et Muriel Roy, Chevalier de l'ordre national du Mérite de la France par le président français, Jacques Chirac, en visite à Memramcook. Il est également récipiendaire de l'Ordre du mérite coopératif acadien et de l'Ordre du mérite coopératif canadien. De plus, il a été nommé officier de l'Ordre du Canada et décoré de la médaille « Bene Merenti » par Sa Sainteté Pie XII.
Martin-J. Légère a reçu l'Ordre du Nouveau-Brunswick en raison de son ardeur au travail, de son enthousiasme et de sa participation active à une multitude d'œuvres acadiennes et fran¸aises. Il fut également intronisé au « Temple de la renommée des affaires du Nouveau-Brunswick ». En 2006, la Fédération des caisses populaires acadiennes, lors des célébrations du 60e anniversaire de sa fondation, nommait ses bureaux, « Édifice Martin-J.-Légère ».
Il meurt le 27 mars 2013 à Caraquet.

## Distinctions
- 1950 : médaille Bene Merentis
- 1974 : Officier de l'Ordre du Canada
- 1999 : Ordre national du Mérite
- 2006 : membre de l'Ordre du Nouveau-Brunswick
- Prix Albert-M.-Sormany de la SAANB
- Doctorat honorifique en sciences sociales de l'Université du Sacré-Cœur de Bathurst
- Doctorat honorifique en sciences de l'administration de l'Université de Moncton
- Doctorat honorifique en droit de l'Université Saint-Francis-Xavier
- Ordre du mérite coopératif acadien
- Ordre du mérite coopératif canadien